# Nokia 5610
O Nokia 5610 é um celular da Nokia que faz parte da série XpreesMusic e apresenta um novo aspecto da música. Conta com botões para acesso rápido ao player e ao rádio FM, um chip dedicado ao áudio e suporte para cartão de memória microSD de até 4 GB. O modelo pode vir em 2 cores, vermelho com preto ou azul com preto. É o primeiro aparelho 3G fabricado no Brasil pela marca e utiliza o sistema operacional Nokia OS S40 5ª Edição.

## Especificações Técnicas[1]

### Display
Possui uma tela de 2.2 polegadas com resolução de 240x320 pixels (QVGA), exibindo até 16 milhões de cores.

### Câmera
- Câmera digital de 3.2 megapixels com resolução de 2048x1536 pixels
- Câmera secundária para chamadas de vídeo (QCIF, 15 fps)
- Flash de LED duplo
- Zoom digital 8x
- Macroshot
- Modo de Paisagem
- Modo de Sequência
- Tecla dedicada de captura com duas fases
- Gravação de vídeo
  - VGA (15 fps), QCIF (30 fps)
  - 4x de zoom suave em H263, MPEG-4
  - Formato: .3gp

### Memória
- Slot para cartão de memória microSD com hot-swapping de até 4 GB
- 20 MB de memória dinâmica interna

### Conectividade
- Bluetooth versão 2.0
- Suporte para sincronização local e remota com SyncML

### Conectores
- Conector microUSB, USB 2.0
- Conector AV Nokia de 2.5mm

### Aplicativos
- Rádio FM, MP3 Player, Calendário, Contatos, Tarefas, Yahoo Go!
- Suporte a Java MIDP 2.0
- Suporte a Flash Lite 2.1.1